# Mikhail Rasputin
Mikhail Nikolaievitch Rasputin è un personaggio dei fumetti creato da John Byrne, Jim Lee (testi) e Whilce Portacio (testi e disegni), pubblicato dalla Marvel Comics.
Rasputin venne nominato la prima volta dal fratello Colosso in Uncanny X-Men n. 99 (giugno 1976), scritto da Chris Claremont e disegnato da Dave Cockrum. Venne però introdotto e definito come personaggio soltanto molti anni più tardi, in Uncanny X-Men n. 285 (febbraio 1992), opera dei succitati Byrne, Lee e Portacio. È il fratello dell'X-Man Colosso e della Nuova Mutante Magik.
Come mutante, riesce ad alterare la struttura della materia a livello subatomico. In Russia, suo paese d'origine, era un cosmonauta dell'agenzia spaziale. Durante un test sui suoi poteri fu inviato nello spazio per una missione suicida, sopravvisse, ad al suo ritorno sulla Terra, mostrò sintomi di pazzia, nonché un manifesto complesso messianico. Durante la sua storia editoriale si alleò con vari criminali come Callisto, Omega Red, Apocalisse e Sinistro.

## Biografia del personaggio

### Origini
Mikhail era un cosmonauta russo creduto morto nella missione fallimentare che portò alla distruzione dello shuttle sul quale viaggiava. In seguito si scoprì che tale esplosione era stata ideata dal governo russo al fine di testare i poteri di Mikhail e per avere un maggiore controllo facendo credere alla sua famiglia che fosse morto.
Assieme ad altri cosmonauti fu inviato attraverso un portale dimensionale su di un altro pianeta, contando solo sui suoi poteri per mantenere al sicuro il gruppo. Dopo l'attraversamento del varco e vari incidenti, Mikhail rimase l'unico superstite della spedizione, e cominciò a soffrire di un grave complesso del messiah. Giunti sul pianeta, gli X-Men si ritrovarono nel mezzo di una guerra civile che vedeva Mikhail come uno dei principali incitatori. Dopo una serie di avvenimenti che portarono entrambi i mondi vicini alla distruzione, Sole Ardente, Uomo Ghiaccio, Jean Grey e Mikhail riuscirono ad impedire la disfatta.
Teleportatosi nei tunnel dei Morlocks, Mikhail decise di mettersi a capo di quel gruppo di mutanti deformi e poco tempo dopo, in un attacco di pazzia li uccise quasi tutti. Sopravvisse, ed assieme a Callisto, leader di un gruppo di Morlocks fuori casta che in seguito divennero i Gene Nation, fondò sulla cima di una collina la Cittadella. All'interno di questa vigeva una sola regola: solo il più forte sopravvive. Dopo uno scontro con Tempesta, i Gene Nation, vennero tutti trasportati in un remoto angolo dell'Africa, dove poter vivere in tutta pace. Venne rivelato in seguito che il gruppo di Gene Nation era il primo esperimento di creazione di un gruppo guerriero da parte del mutante-scienziato Dark Beast, e che Mikhail lavorava per lui.

### Virus Legacy
Distrutto per la morte della sorellina Illyana a causa del virus Legacy, Mikhail decise di tornare indietro nel tempo e di esporre la sorella al virus quando questa, grazie alle sue abilità magiche poteva riuscire a creare un anticorpo che la potesse proteggere.
In seguito si scoprì che anche Mikhail era stato contagiato dallo stesso virus e che tornando indietro nel tempo, fu proprio lui a farlo contrarre per la prima volta ad Illyana nel tentativo di salvarla.

### I Dodici
Dopo che il Professor Xavier smantellò gli X-Men per ragioni note solo a lui, Colosso e Marrow andarono a Boston. Lì incontrarono Mikhail che corrotto da un'energia misteriosa li trasportò in una dimensione parallela. Tornati indietro e riunitisi, gli X-Men dovettero fronteggiare la minaccia dei Dodici. Un gruppo di cavalieri-mutanti che tentava di far risorgere Apocalisse. Colosso si unì ad uno sparuto gruppo di X-Men ed andarono in Egitto, dove affrontarono i Dodici, Apocalisse e degli Skrull. Vedendo la sconfitta ormai imminente, Mikhail trasportò tutti i Dodici in un'altra dimensione in modo da salvarli.

### Linea di sangue
La nuova apparizione di Mikhail fu al fianco di Sinistro. Insieme, i due uccisero tutti i membri della famiglia Rasputin in modo che la forza dello spirito del fondatore della famiglia Grigory Rasputin risiedesse in un unico individuo. Mikhail teleportò se stesso e il fratello in una dimensione parallela costituita interamente di caverne rocciose. Incapace di uccidere il fratello, lo abbandonò in quella dimensione, sicuro che nel giro di poche settimane sarebbe morto. Di ritorno sulla Terra, e lontano dall'influenza di Sinistro, Mikhail riuscì a tornare in sé tanto da capire il proprio errore e riportare il fratello sulla Terra ed esiliare se stesso nella Dark Zone, dimensione dalla quale era impossibile fuggire e morire una volta al suo interno.
Dopo gli eventi di House of M, Mikhail ha conservato i propri poteri.

## Poteri e abilità
I poteri di Mikhail sono sempre stati spiegati in modo ambiguo, e mai mostrati nella loro piena potenza. In alcune sue apparizioni è capace di manipolare la materia a livello subatomico, generare e rilasciare raggi energetici e teleportare se stesso in altre dimensioni ed attraverso il tempo.

## Altre versioni

### L'era di Apocalisse
Mikhail è uno dei principali avversari di Apocalisse, dopo aver ucciso il cavaliere Guerra, viene trasformato anch'egli in un cavaliere. Affidatagli la conquista del Nord-America, si sposta in seguito in Europa, dove propone un accordo di pace allo Human High Coucil. In verità il suo scopo principale era quello di assassinare i maggiori leader dello Human Council e prendere il potere in Europa. Infine, viene ucciso da Donald Blake a costo della vita di quest'ultimo.

## Altri media
Il personaggio di Mikhail appare nel videogioco X-Men Legends II: Rise of Apocalypse come uno dei cavalieri di Apocalisse.